# Kanton Albertville-Nord
Kanton Albertville-Nord (francouzsky Canton de Albertville-Nord) je francouzský kanton v departementu Savojsko v regionu Rhône-Alpes. Tvoří ho sedm obcí.

## Obce kantonu
- Albertville (severní část)
- Allondaz
- Césarches
- Mercury
- Pallud
- Thénésol
- Venthon